# Light (entreprise)
Pour les articles homonymes, voir Light.
Light S.A. est une compagnie d'électricité brésilienne qui produit et distribue de l'électricité dans l'État brésilien de Rio de Janeiro. La société exerce ses activités dans l'État de Rio de Janeiro.

## Principaux concurrents
Light fait partie des principales entreprises du secteur brésilien de l'électricité, parmi lesquelles:
- Eletrobras
- CPFL Energia
- CEMIG, principal actionnaire de Light
- Tractebel Energia
- Copel
- CESP
- AES Tiete